# Bernard Pavel Moll
Bernard Pavel Moll, německy Bernhard Paul Moll (30. května 1697 Vöstenberg – 26. září 1780 Baden) byl německý diplomat, kartograf a sběratel map.

## Život
Bernard Pavel Moll se narodil 30. května roku 1697 v rodině protestantského pastora ve vesnici Vöstenberg, ležící nedaleko středofranckého města Ansbach. Od roku 1734 žil Moll ve Vídni, kde obdržel šlechtický titul a živil se jako diplomat zastupující u císařského dvora německá knížata Meklenbursko-zvěřínská, Hesensko-Darmstadtská a Brunšvicko-Wolfenbüttelská. V roce 1734 se oženil s Marií Christine Praunt, dcerou sasko-gothajského člena státní rady. Bernard Pavel Moll zemřel 26. září 1780 v Badenu nedaleko Vídně ve věku 83 let. Byl pohřben na evangelickém hřbitově při klášteře tzv. Černých Španělů.

## Mollova mapová sbírka

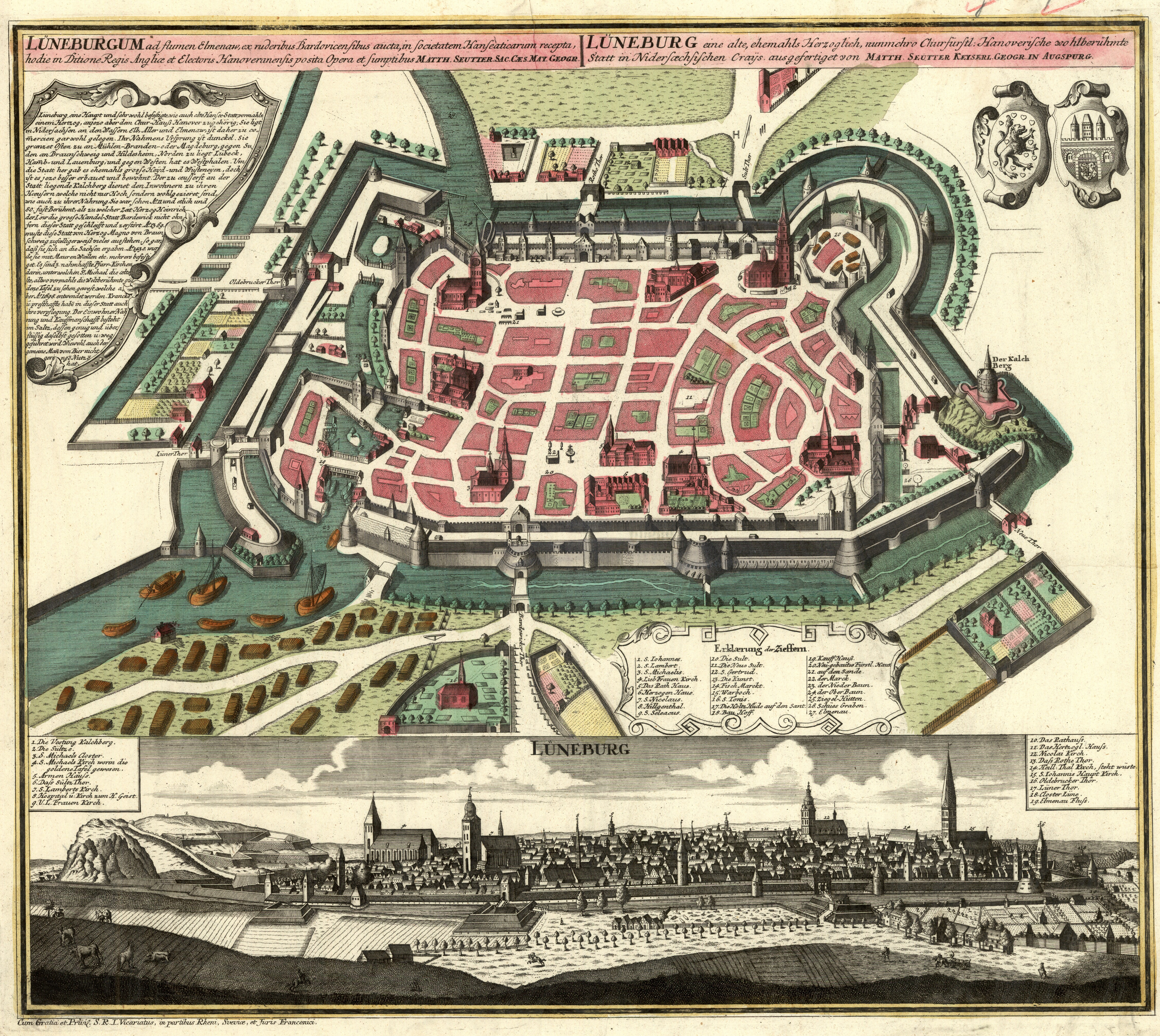
Plán severoněmeckého města Lüneburg, jež je součástí Mollova atlasu Atlas Austriacus

Již od mládí patřilo mezi Mollovy zájmy sbírání map a grafik. Ve 40. a 50. letech 18. století vytvořil svůj atlas složený nejen ze skoupených map a vedut, ale též dalších rukopisných map a plánů pocházejících většinou z let 1650 až 1750. Nejstarší mapy a veduty v ní obsažené však pocházejí i z 16. století. Mollova sbírka během jeho života obsahovala na téměř 13 000 položek. Svou sbírku Moll rozdělil na dva základní atlasy, Atlas Austriacus a Atlas Germanicus dohromady obsahující 68 dílů. Původní struktura sbírky byla zachycena v rukopisných katalozích.
Po Mollově smrti se jeho potomci pokoušeli cennou sbírku několikrát neúspěšně prodat, načež ji Mollův vnuk, baron Fridrich Zikmund Vockel v roce 1821 věnoval tehdejšímu nedávno otevřenému Františkovu muzeu v Brně. Sbírka byla uložena v augustiánském klášteře na Starém Brně a následně přestěhována do budovy Františkova muzea. Po vyčlenění Zemské knihovny v roce 1899, byla Mollova mapová sbírka předána právě jí. Díky nízkému zájmu se sbírka, která je dnes součástí sbírek Moravské zemské knihovny, dochovala v téměř nezměněném stavu až do současnosti.
Výsledkem tříleté práce pracovníků Mapové sbírky PřF UK (tehdy Kartografický kabinet ČSAV) v Praze byla publikace Karla Kuchaře a Anny Dvořáčkové Mapová sbírka Pavla Bernarda Molla v univerzitní knihovně v Brně [1959].